# Christian Brocard
Pour les articles homonymes, voir Brocard.
Christian Marcel Arthur Brocard, né le 15 juillet 1930 à Auxerre (Yonne) et mort le 17 novembre 2000[réf. nécessaire], est un acteur français.

## Biographie
Second rôle du cinéma français, il a joué dans plus de cinquante films.

## Filmographie

### Cinéma
- 1953 : Maternité clandestine de Jean Gourguet : Un jeune de la bande
- 1954 : Bonnes à tuer d'Henri Decoin : Un homme refoulé par l'agent
- 1954 : Papa, Maman, la Bonne et moi de Jean-Paul Le Chanois : Un copain de Léon
- 1954 : Poisson d'avril de Gilles Grangier : Un client du magasin
- 1954 : Les Corsaires du bois de Boulogne de Norbert Carbonnaux : Un crieur de journaux
- 1954 : Avant le déluge d'André Cayatte
- 1954 : Cadet Rousselle d'André Hunebelle : Un geôlier
- 1954 : Si Versailles m'était conté de Sacha Guitry : Un révolutionnaire
- 1954 : Pas de souris dans le bizness d'Henry Lepage
- 1955 : Les Diaboliques d'Henri-Georges Clouzot : Un homme à la morgue
- 1955 : Les Hommes en blanc de Ralph Habib
- 1955 : Le Fil à la patte de Guy Lefranc : Le garçon fleuriste
- 1955 : L'Affaire des poisons d'Henri Decoin : Un acheteur de produit miracle
- 1956 : Papa, maman, ma femme et moi de Jean-Paul Le Chanois : Un futur père
- 1956 : Courte Tête de Norbert Carbonnaux : L'homme qui vend des tuyaux pour les courses de chevaux
- 1956 : La Loi des rues de Ralph Habib
- 1956 : Le Septième Commandement de Raymond Bernard
- 1957 : Assassins et Voleurs de Sacha Guitry : Le liftier
- 1957 : Ce joli monde de Carlo Rim : L'homme qui amène des croissants
- 1957 : La route joyeuse (Happy road) de Gene Kelly : Le passant avec la statue
- 1958 : La Chatte d'Henri Decoin
- 1958 : Et ta sœur de Maurice Delbez
- 1958 : Maxime d'Henri Verneuil : Le crieur de journaux
- 1958 : Ascenseur pour l'échafaud de Louis Malle
- 1958 : Le Temps des œufs durs de Norbert Carbonnaux : Le livreur de poissons
- 1958 : Un certain monsieur Jo de René Jolivet : Le boulanger-livreur
- 1959 : Le Bossu d'André Hunebelle : Le vendeur de poulets
- 1959 : Les Quatre Cents Coups de François Truffaut
- 1959 : Maigret et l'Affaire Saint-Fiacre de Jean Delannoy : Un journaliste
- 1959 : Messieurs les ronds-de-cuir d'Henri Diamant-Berger : Un joueur de cartes
- 1959 : La Main chaude de Gérard Oury
- 1959 : Match contre la mort de Claude Bernard-Aubert
- 1959 : 125, rue Montmartre de Gilles Grangier : Un vendeur de journaux
- 1959 : Par-dessus le mur de Jean-Paul Le Chanois
- 1960 : Tête folle de Robert Vernay
- 1960 : Le Caïd de Bernard Borderie : Pierre, le crieur de journaux
- 1960 : La Corde raide de Jean-Charles Dudrumet
- 1960 : Les Mordus de René Jolivet
- 1960 : Le passage du Rhin d'André Cayatte : Un vendeur de journaux
- 1960 : Le pavé de Paris d'Henri Decoin
- 1961 : Cause toujours, mon lapin de Guy Lefranc
- 1961 : Auguste de Pierre Chevalier : L'employé du garage
- 1961 : Le Rendez-vous de minuit de Roger Leenhardt
- 1962 : Le Monte-Charge de Marcel Bluwal : Un invité au repas de famille
- 1962 : Arsène Lupin contre Arsène Lupin d'Édouard Molinaro : Un livreur de journaux
- 1962 : L'assassin est dans l'annuaire de Léo Joannon
- 1962 : Snobs ! de Jean-Pierre Mocky
- 1962 : Le Glaive et la Balance d'André Cayatte
- 1963 : Mélodie en sous-sol d'Henri Verneuil : Le livreur
- 1963 : Laissez tirer les tireurs de Guy Lefranc
- 1963 : Méfiez-vous, mesdames d'André Hunebelle
- 1964 : Cent mille dollars au soleil d'Henri Verneuil : Le mécanicien de Plouc
- 1964 : Monsieur de Jean-Paul Le Chanois : Le client sans gêne
- 1965 : Les Deux Orphelines (Le due orfanelle) de Riccardo Freda : Le vendeur de beignets
- 1966 : La Grande Vadrouille de Gérard Oury : Un employé de la gare
- 1966 : Le Jardinier d'Argenteuil de Jean-Paul Le Chanois : Un spectateur au stade
- 1966 : Le Caïd de Champignol de Jean Bastia : Le motocycliste
- 1967 : L'Homme à la Buick de Gilles Grangier : Le tapissier
- 1967 : Deux billets pour Mexico de Christian-Jaque : Drink Seller
- 1970 : La Peau de Torpedo de Jean Delannoy : L'homme à la morgue
- 1978 : La Clé sur la porte d'Yves Boisset

### Télévision
- 1961 : Les Cinq Dernières Minutes, épisode L'Avoine et l'Oseille de Claude Loursais (série télévisée) : Le premier jockey
- 1962 : L'inspecteur Leclerc enquête de Marcel Bluwal, épisode : Signé Santini, (série télévisée) : le ferrailleur
- 1964 : L'Abonné de la ligne U - épisode #1.11 : La journée de la rançon de 6h à 9h du matin de Yannick Andréi (série télévisée)
- 1967 : Lagardère (mini-série) : Un acheteur
- 1967 : Vidocq - épisode #1.10 : Le Mariage de Vidocq de Georges Neveux (série télévisée)
- 1968 : Les Enquêtes du commissaire Maigret - épisode #1.5 L'Inspecteur Cadavre de Michel Drach (série télévisée) : Le facteur Désiré
- 1968 : L'Homme du Picardie (Feuilleton télévisé)
- 1973 : Les Nouvelles Aventures de Vidocq - épisode #2.2 : Les Assassins de l'Empereur  (série télévisée)
- 1974 : Beau-François, téléfilm de Roger Kahane : Pingre #15
- 2000 : Le Mystère Parasuram, téléfilm de Michel Sibra